# Chorisodontium spegazzinii
Chorisodontium spegazzinii är en bladmossa som beskrevs av Heikki Roivainen 1937 i Annales Botanici Societatis Zoologicæ-Botanicæ Fennicæ “Vanamo”. Chorisodontium spegazzinii ingår i släktet Chorisodontium och familjen Dicranaceae. Inga underarter finns listade i Catalogue of Life.